# 羅氏菊珊瑚
羅氏菊珊瑚（学名：Favia rotumana）为菊珊瑚科菊珊瑚屬下的一个种。